# Satcom 5
O Satcom 5 (também chamado de Aurora 1) foi um satélite de comunicação geoestacionário construído pela GE Astro, ele era operado pelas empresas Alascom e RCA Americom (posteriormente renomeada para GE Americom). O satélite foi baseado na plataforma AS-3000.

## História
O RCA-SATCOM 5 foi o sexto de uma série de satélites de comunicações comerciais da RCA-GLOBCOM, lançado em uma órbita geoestacionária a partir do Cabo Canaveral. O foguete Delta funcionou nominalmente, colocando o satélite e seu motor de apogeu (ABM) na órbita de transferência desejada que permitiram os seus sistemas de propulsão a atender os objetivos da missão.

## Lançamento
O satélite foi lançado com sucesso ao espaço no dia 28 de dezembro de 1982, por meio de um veículo Delta-3924, lançado a partir da Estação da Força Aérea de Cabo Canaveral, na Flórida, Estados Unidos. Ele tinha uma massa de lançamento de 1.120 kg.

## Capacidade e cobertura
O Satcom 5 era equipado com 24 (mais 4 de reserva) transponders em banda C para fornecer serviços de transmissões via satélite as forças armadas dos Estados Unidos.